# I'm Coming Out
«I'm Coming Out» (en español, «Voy a salir») es una canción grabada por la cantante estadounidense Diana Ross. Fue escrito y producido por los miembros de Chic, Bernard Edwards y Nile Rodgers, y fue lanzado el 22 de agosto de 1980 como el segundo sencillo del décimo álbum de Ross titulado Diana (1980).

## Historia
En 1979, Ross encargó a los fundadores de Chic, Nile Rodgers y Bernard Edwards, que crearan material para un nuevo álbum después de llevar a sus hijas a ver a la banda en concierto, luego del éxito de su último LP compuesto y producido por Ashford & Simpson, The Boss. Rodgers tuvo la idea de «I'm Coming Out» después de ver a tres drag queens diferentes vestidas como Diana Ross en un club de Nueva York llamado GG Barnum Room. La letra tiene un significado adicional para Ross, ya que estaba dejando Motown Records y "saliendo" de la tutela de Berry Gordy. Según el documental de la BBC4 How to Make It in the Music Business (Cómo triunfar en el negocio de la música), a Ross le encantó el disco hasta que lo puso delante de Frankie Crocker, quien señaló que «I'm Coming Out» es lo que usan los homosexuales para anunciar su homosexualidad. es decir, salir del armario; corrió al estudio llorando y exigió saber por qué Rodgers quería arruinar su carrera.

## Legado
La canción fue otro éxito del álbum, alcanzando el número cinco en la lista Billboard Hot 100 de Estados Unidos durante dos semanas en noviembre de 1980. También es notable por ser la primera canción generalmente interpretada en las actuaciones y conciertos de Ross desde 1980. 

## Significado LGBT
«I'm Coming Out» ha sido considerado como un himno para la comunidad LGBT. La frase «salir (o salir del armario)» para describir uno de auto-revelación de orientación sexual o identidad de género había estado presente en la subcultura gay en el siglo XX, análogo a una celebración de la presentación formal de una debutante, o puesta de largo, ante la sociedad. También se ha entendido como «salir del armario» o salir de su escondite. Por lo tanto, la canción se interpreta como una celebración de identidad lésbica, gay, bisexual o transgénero y el estímulo de la revelación personal.

## Video musical
El videoclip de la canción presenta a Diana Ross actuando con algunos músicos de estudio en concierto.

## Listas de éxitos
| Listas (1980)                                | Posición más alta |
| -------------------------------------------- | ----------------- |
| Australia (Kent Music Report)                | 40                |
| Bélgica (Ultratop 50 Flanders)               | 16                |
| Estados Unidos (Billboard Hot 100)           | 5                 |
| Estados Unidos ( Billboard Hot Soul Singles) | 6                 |
| Estados Unidos (Billboard Hot Disco Singles) | 1                 |
| Estados Unidos (Cash Box Top 100)            | 6                 |
| Francia (SNEP)                               | 7                 |
| Irlanda (IRMA)                               | 8                 |
| Países Bajos (Dutch Top 40)                  | 23                |
| Reino Unido (UK Singles Chart)               | 13                |

| Listas(1980)                     | Posición |
| -------------------------------- | -------- |
| Estados Unidos 'Cash Box Top 100 | 28       |

| Chart (1981)                     | Position |
| -------------------------------- | -------- |
| Estados Unidos Billboard Hot 100 | 98       |

## Samplesy versiones
Siendo el sonido distintivo de «I'm Coming Out»y su popularidad resultante ha conducido a la canción de Ross frecuencia sampleada, sobre todo por Stevie J, que utiliza la canción para la canción de 1997 Mo Money Mo Problems del rapero The Notorious BIG. También ha habido una versión de Marcia Hines. También apareció en el videojuego Karaoke Revolution. En tiempos más recientes, la canción se incluyó en el remake de «I'm Coming Out» (con Iggy Azalea) de Keyshia Cole para la banda sonora original de la película de 2014 The Other Woman, protagonizada por Cameron Diaz, Kate Upton y Leslie Mann. La música de la canción está incluida en «Break Your Heart Right Back» del álbum My Everything (2014) de Ariana Grande. Esta canción también fue versionada para la banda sonora de la película Trolls (2016).